# Jardín Botánico Daniela Brescia

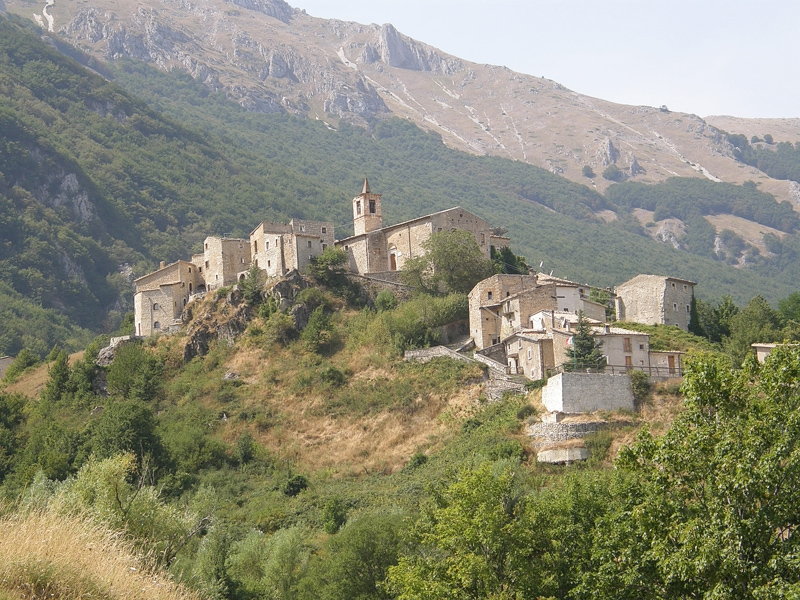
Vista de "Roccacaramanico" en el entorno del jardín botánico.

El Jardín Botánico Daniela Brescia (en italiano: Giardino Botanico Daniela Brescia) es un jardín botánico de 43000 m² de extensión, que se encuentra en Sant'Eufemia a Maiella, Italia. 

## Localización
El jardín botánico se ubica a unos 900 m s. n. m. en el Parco Nazionale della Majella.
Giardino Botanico Daniela Brescia, Sant'Eufemia a Maiella, Provincia de Pescara, Abruzzo, Italia.42°7′0″N 14°1′0″E / 42.11667, 14.01667
Está abierto al público todos los días en el verano.

## Historia
El jardín fue fundado en el año 2000 y nombrado en honor de la botánica Daniela Brescia. 
El símbolo del jardín es la "Soldanella calcarea" (Soldanella minima Hoppe subsp. samnitica Cristofolini & Pignatti), especie que solamente crece en el "Monte Majella" y solamente en un tipo especial de suelo y a gran altitud.

## Colecciones
El jardín cultiva actualmente unas 500 especies de plantas 
En el jardín botánico se pueden admirar las siguientes secciones :
- Flores y vegetación de la Majella con Achillea oxyloba, Cerastium tomentosum, Cymbalaria pallida, y Genziana dinarica
- Reproducciones de diversos ambientes de los Apeninos centrales, con  acantilados y taludes de gran altitud, con Achillea oxyloba subsp. barellieri, entre otras.
- El herbario del Parque nacional de la Majella, con más de 1000 especímenes. El herbario está en desarrollo, pues aspira a incluir las 2.100 species que están censadas en el Parque de la Majella.